# Die Sittlichkeit des Schachspiels
Die Sittlichkeit des Schachspiels (englisch The morals of chess) ist ein oft nachgedruckter schachlich-philosophischer Essay von Benjamin Franklin, dessen früheste nachgewiesene Quelle The Columbian Magazine vom Dezember 1786 ist. Der Aufsatz stellt einen Vergleich zwischen dem sittlichen Handeln des Menschen und den „Spielregeln“ eines Schachspiels auf. Die darin von Franklin empfohlenen „Spielregeln“ sollen eine Art Kodex des menschlichen Verhaltens und der menschlichen Beziehungen bilden.
Einige dieser Spielregeln lauten:
- „Hat man beschlossen, nach strengen Regeln zu spielen, so müssen sich beide Partner genau an diese Regeln halten, ohne dass der eine die Regeln befolgt, der andere sie aber missachtet, denn das wäre ungerecht.“
- „Hat man beschlossen, keine strengen Spielregeln zu befolgen, und fordert einer der Spieler Nachsicht, so muss er bereit sein, diese auch dem Partner einzuräumen.“
- „Man darf niemals falsche Züge machen, um mit einer schwierigen Lage fertigzuwerden oder um Vorteile zu erhalten. Es ist kein Vergnügen, mit einem Menschen zu spielen, den man bei einer solchen unschönen Handlung ertappt hat.“
- „Fassen Sie niemals einen Vorteil am Schopf, der sich Ihnen aus der Unfähigkeit oder Unaufmerksamkeit des Gegners bietet, sondern sagen Sie zu ihm höflich: ‚Durch diesen Zug bringen Sie Ihre eigene Figur in Gefahr oder machen sie schutzlos‘, oder ‚durch diesen Zug bringen Sie den König in eine gefährliche Lage‘ usw. Bei einer solchen hochherzigen Höflichkeit (die den oben genannten unschönen Handlungen widerspricht) ist es freilich möglich, dass Sie verlieren; doch Sie gewinnen dabei etwas viel Besseres: die Achtung des Partners, seinen Respekt, seine Liebe und zugleich die stillschweigende Billigung und Wohlgesinntheit der unparteiischen Zuschauer.“

Der Weltschachverband FIDE hat unabhängig von Franklins Aufsatz im 20. Jahrhundert in seinen offiziellen Regeln unter anderem festgelegt, dass Spieler nicht gestört werden dürfen und während einer Partie weder auf Hilfsmittel noch Vorschläge anderer Personen zurückgreifen dürfen. Es ist nach den FIDE-Schachregeln verboten, Züge zurückzunehmen, selbst bei Einwilligung beider Spieler, sofern die Züge regelgemäß waren.